# Oxford (Neuseeland)
Oxford ist ein kleiner Ort im Waimakariri District der Region Canterbury auf der Südinsel von Neuseeland.

## Namensherkunft
Der Ort wurde vermutlich von den damaligen Einwanderer und Gründer des Ortes nach der britischen Universitätsstadt Oxford oder aber zu Ehren des Gründungsmitglieds der Canterbury Association, Samuel Wilberforce, der von 1845 bis 1869 Bischof von Oxford war, benannt.

## Geographie
Oxford befindet sich rund 35 km nordwestlich von Christchurch, am nordwestlichen Rand der Canterbury Plains. Der Eyre River passiert südlich den Ort und die Berglandschaft mit dem 1364 m hohen Mount Oxford liegen angrenzend im Norden.

## Geschichte
Oxford wurde Mitte der 1800er Jahre gegründet und zählte im Januar 1861 rund 25 Einwohner, die wählen durften. Da sich die Land- und Forstwirtschaft in der Region schnell entwickelte, wuchs die damalige Siedlung in den folgenden 20 Jahren und zählte 513 wahlberechtigte Bürger. Zum Census des Jahres 2013 wurden 1905 Einwohner ermittelt.

## Persönlichkeiten
- Alice Candy (1888–1977), Lehrerin und später Dozentin und Rektorin des Canterbury College